# Littérature vietnamienne

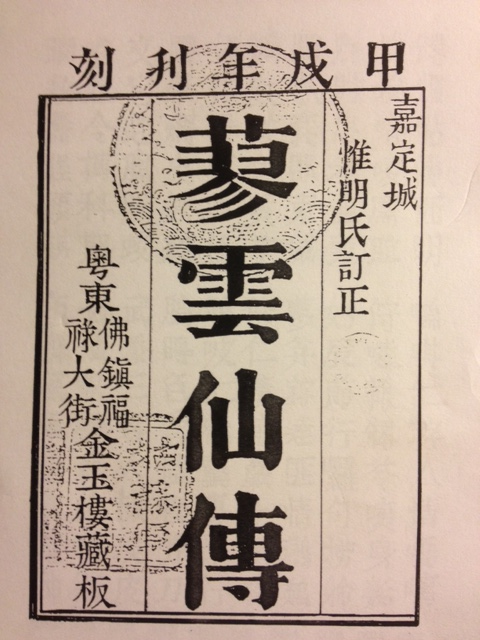
Le conte de Lục Vân Tiên (XIXe siècle).

La littérature vietnamienne (vietnamien : Việt-nam văn-học sử-yếu) est la littérature venant du Vietnam et/ou écrite au départ en vietnamien. Les débuts de la littérature vietnamienne remontent très loin. Au début, les auteurs vietnamiens écrivaient en chinois — la langue de l'écriture, car il n'y avait pas encore d'écriture vietnamienne. Celle-ci s'est ensuite peu à peu développée — sur la base des caractères chinois, ceux-ci étant recombinés afin de s'adapter à la langue vietnamienne. Le système de caractère ainsi créé s'appelait le Chữ nôm et fut employé pendant environ un millénaire. De nos jours, le vietnamien s'écrit en quoc ngu, un alphabet proche de l'alphabet latin mais avec de nombreux signes diacritiques supplémentaires.

## Préhistoire
- Culture Dong Son et Culture de Sa Huỳnh

## Histoire
Le Vietnam compte plus de 45 langues et 54 groupes ethniques.

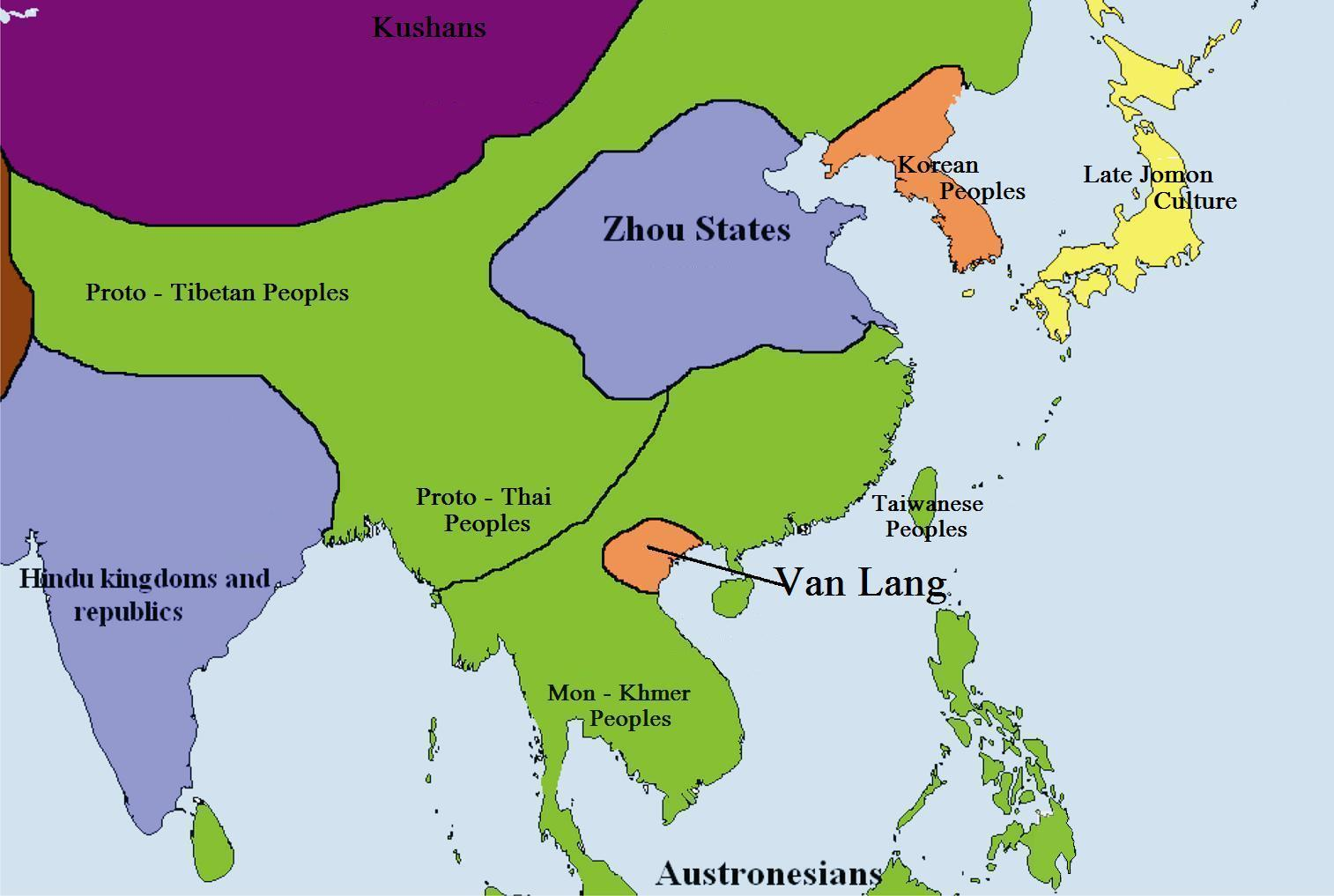
Van Lang vers 500 av. J.-C.
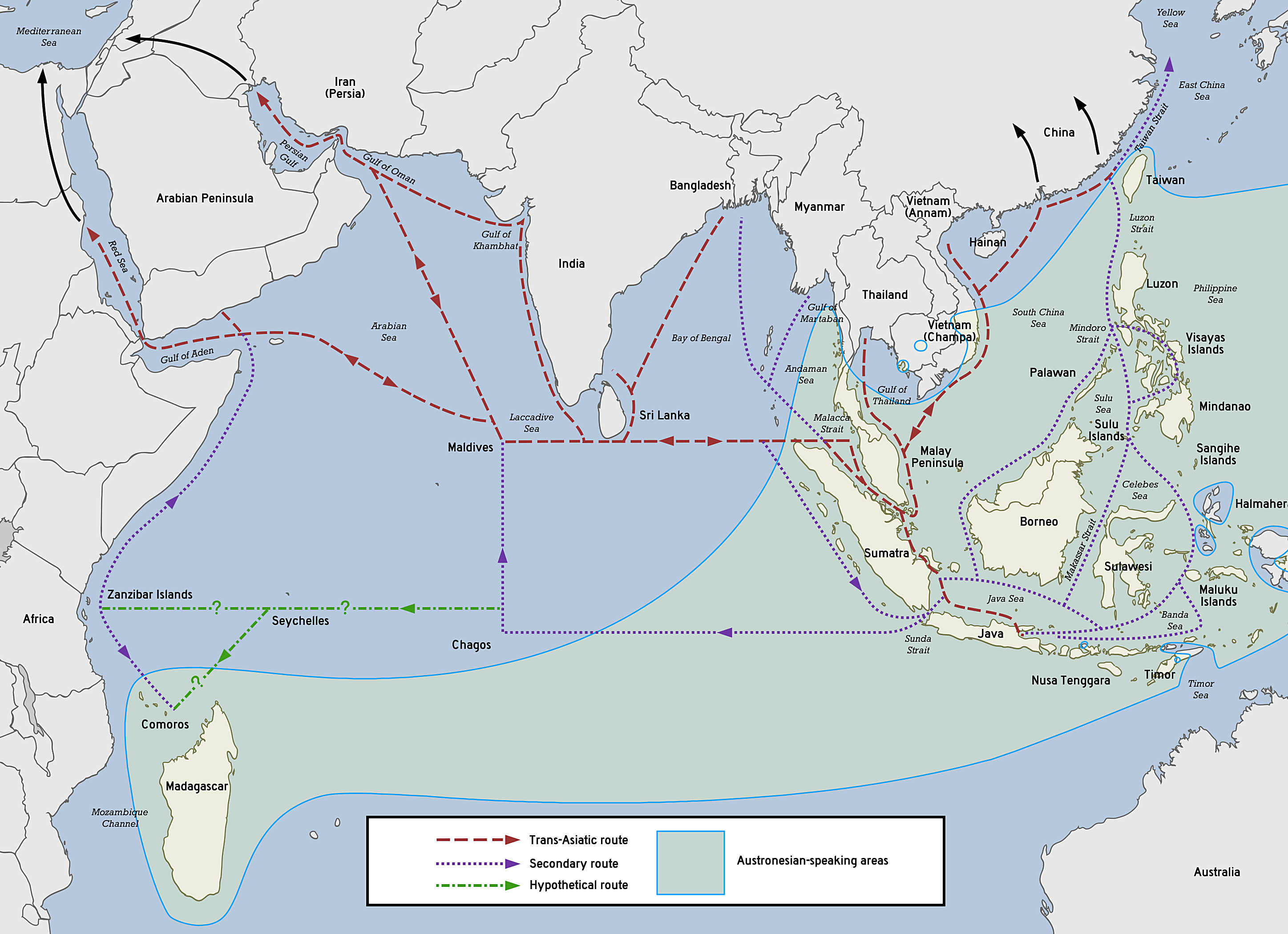
Anciens réseaux commerciaux austronésiens dans l'Océan Indien
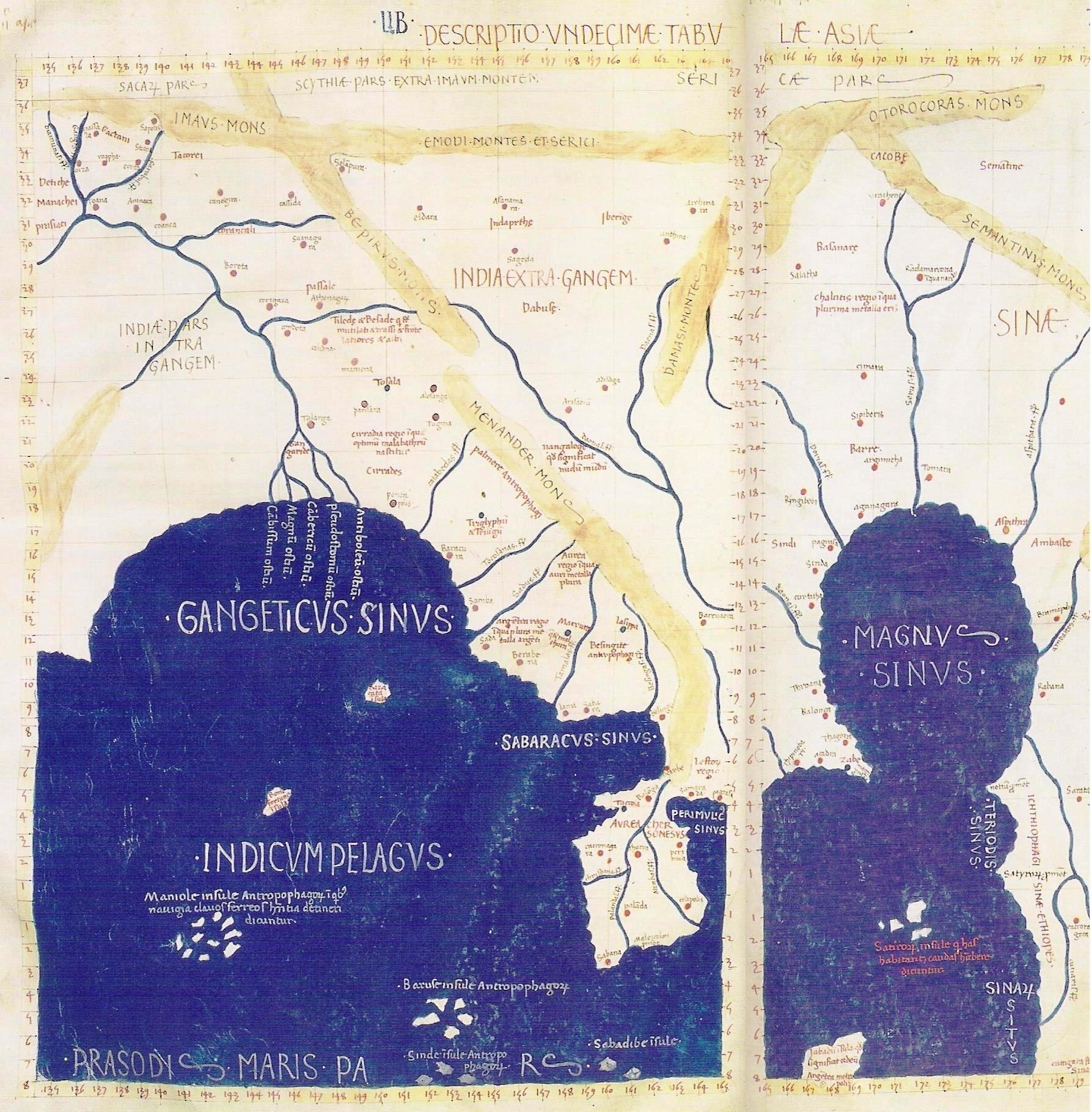
L'Asie selon la Géographie (Ptolémée)
Indosphère

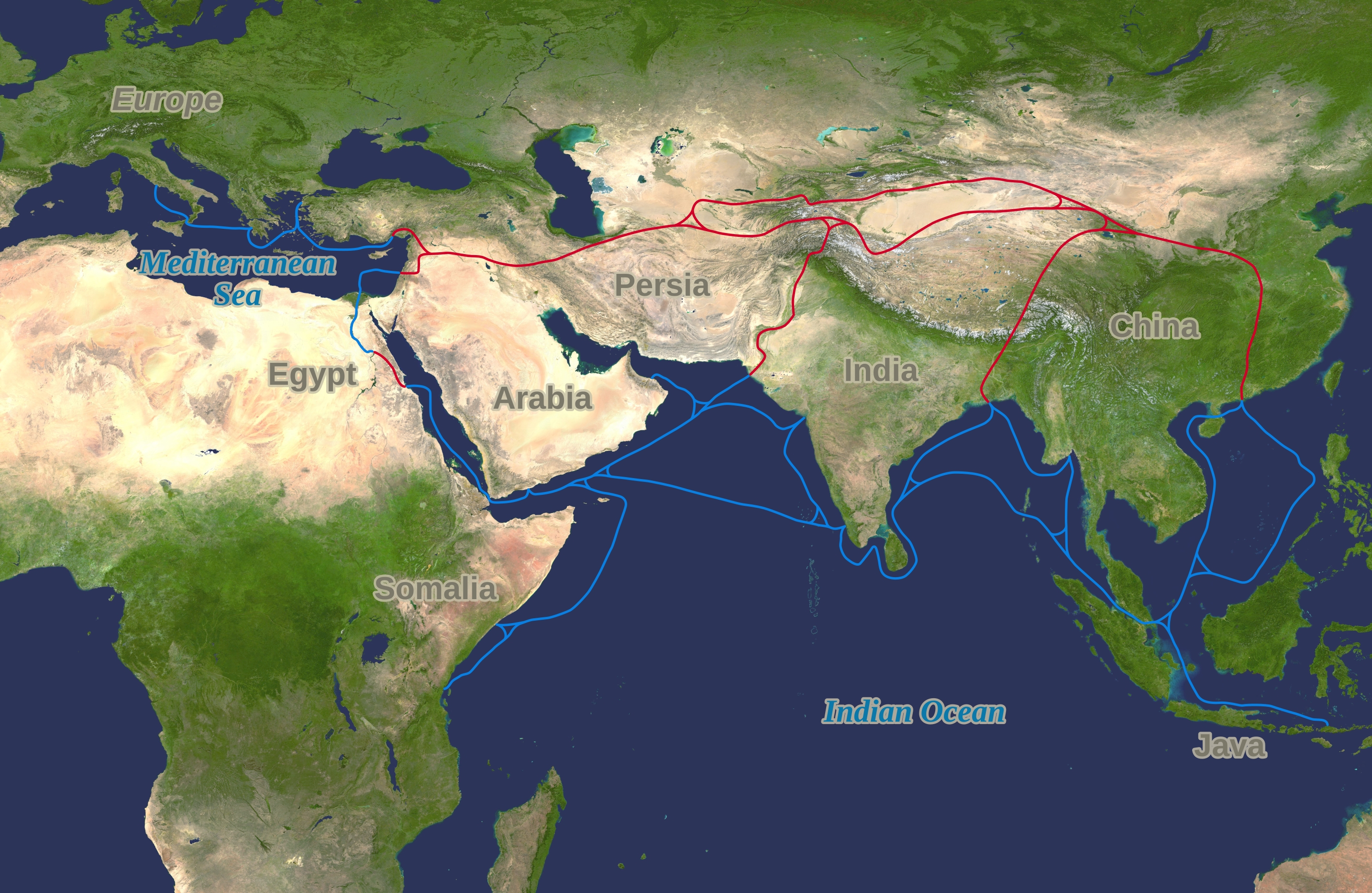
Route de la soie
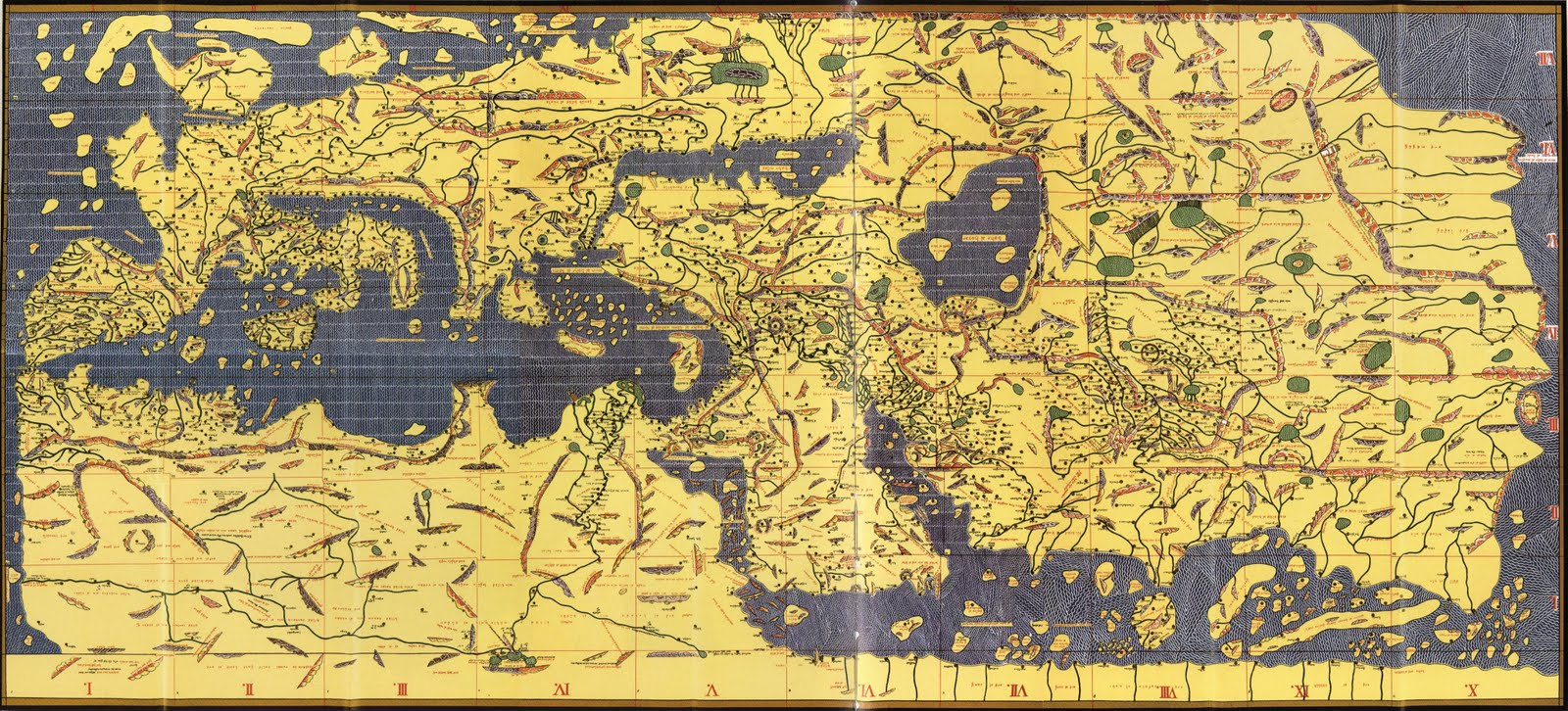
Al Idrissi, carte du monde (1154) redressée
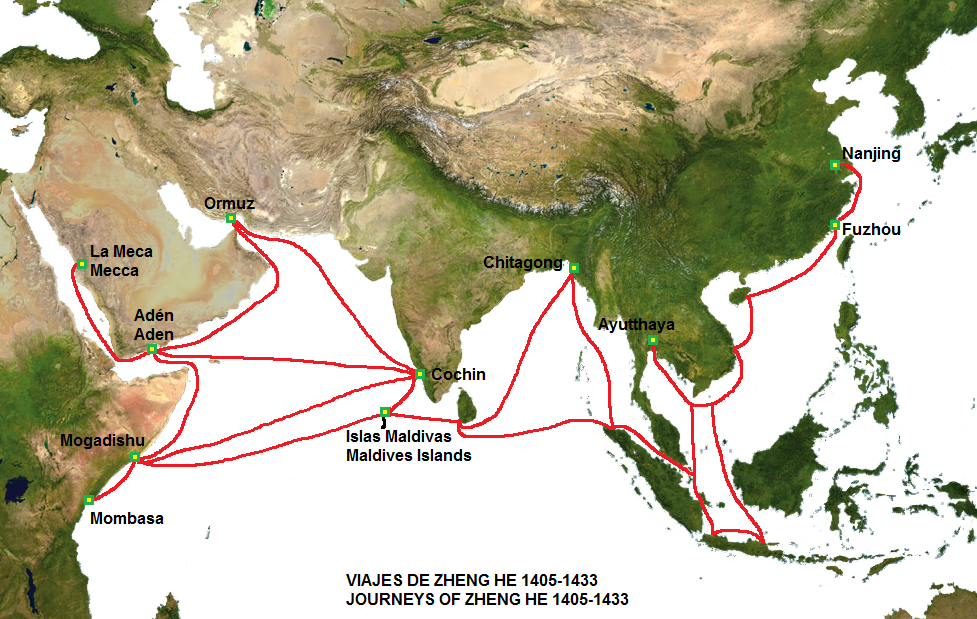
Voyages du Chinois musulman Zheng He vers 1405-1435

### Périodes antérieures à 1000: histoire ancienne et Moyen Âge
L'indianisation de la péninsule Indochinoise se déroule approximativement entre le IIe et le XIIIe siècle.
La sinisation s'effectue lors de diverses périodes assez longues de domination chinoise (entre -111 et 938).
Les deux grands royaumes (ou réseaux d'États) du premier millénaire sont : le Fou-nan (68-627), et le royaume de Champā (192-1832, ou Linyi). De ce dernier seulement subsistent des vestiges épigraphiques (Art du Champa).

### Empire d'Annam (1054-1802)

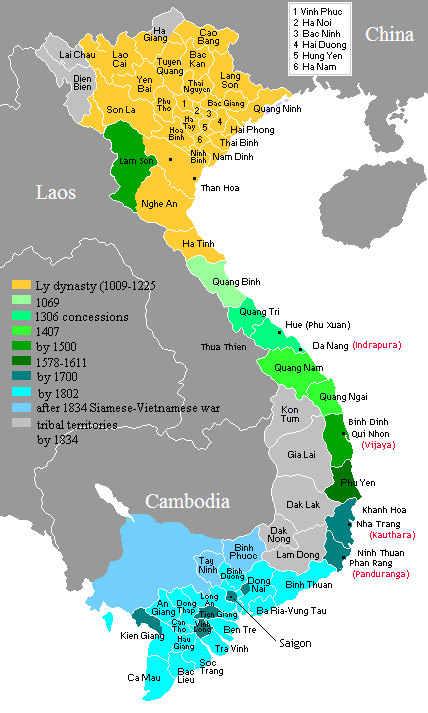
Nam Tiên, Marche vers le Sud.

En Annam, le système vietnamien de mandarinat est géré par les temples de la Littérature (ou sanctuaires du Prince propagateur des Lettres, dont le Temple de la Littérature de Hanoï), qui forment les lettrés, et les sélectionnent par les « concours des Fils de la Nation » (proches des examens impériaux).
Les grands textes de l'époque, en chinois littéraire du Viêt Nam (en), sont :
- le Đại Việt sử ký (en) (Annales de Đại Việt), achevée en 1272, chronique officielle de la dynastie Trần, compilée par l'historien Lê Văn Hưu (en) (1230-1322),
- le Dụ chư tì tướng hịch văn (en) (1284, Exhortation aux généraux militaires) est un court texte du Grand Prince Trần Quốc Tuấn,
- le Việt Điện U Linh Tập (en) (1329, Collection d'histoires sur le monde ombragé et spirituel du royaume du Viet), compilation d'histoire vietnamienne, par Lý Tế Xuyên (en),
- le An Nam chí lược (en) (1335), abrégé historique,
- le Lĩnh Nam chích quái (en), sélection d'histoires semi-fictionnelles de la région de Lingnan (en) (pays du Sud de la Chine),
- le Đại Việt sử lược (1377), recueil historique compilé de la dynastie Trần, du lettré Nguyên Trai, sur ordre de l'empereur Lê Lợi,
- le Bình Ngô đại cáo (en) (1428, Grande proclamation sur la pacification de Wu),
- le Đại Việt sử ký toàn thư (en), chronique nationale officielle de l'État vietnamien, commencée par l'historien Ngô Sĩ Liên (en), sur ordre de l'empereur d'Annam Lê Thánh Tông, et terminée en 1479,
- le Truyền kỳ mạn lục (en) (Collection de contes étranges), recueil de textes historiques et de légendes, par Nguyễn Dữ (en) (XVIe siècle),

### Dynastie Lê (1428-1788)
De la Dynastie Lê les grands auteurs sont :
- Đoàn Thị Điểm (1705-1748), Chinh phụ ngâm (Plaintes d'une femme dont le mari est parti pour la guerre, en chinois classique, puis transcrit en vietnamien chữ nôm),
- Lê Quý Đôn (1726-1784), philosophe, poète, encyclopédiste, en chinois classique,  Đại Việt Thông Sử (1749, Histoire générale de la dynastie Lê), Toàn Việt Thi Lục (1768, Anthologie de poèmes vietnamiens), Vân Đài Loại Ngữ (1770, encyclopédie), Phủ Biên Tạp Lục (1776, Chroniques de la frontière),  Kien van tieu luc (1777, Petite chronique de choses vues et entendues),
- Nguyễn Gia Thiều (en) (1741-1798), poète, Cung oán ngâm khúc (Lamentation de la concubine royale), en vietnamien chữ nôm,
- Nguyễn Du (1766-1820), poète, Đoạn Trường Tân Thanh (Kim-Vân-Kiêu, Histoire de Kiêu), en vietnamien chữ nôm,

### Dynastie Nguyễn (1802-1845)
La dynastie Nguyễn (de l'Empire d'Annam) est la dernière dynastie impériale vietnamienne, après de nombreux troubles (guerre Tây Sơn (en) (1771-1785), guerre Trịnh–Nguyễn (en) (1774-1775), guerre civile vietnamienne de 1787-1802 (en)), nécessitant l'assistance française à Nguyễn Ánh (en) (1777-1820), officialisant la présence française au Viêt Nam, et préparant la colonisation de l'Indochine.
- Phạm Công – Cúc Hoa (en) (vers 1780-1800, épopée, Le récit de Phạm Công et Cúc Hoa),
- Phạm Tải – Ngọc Hoa (en) (vers 1780-1800, épopée, Le récit de Phạm Tải et Ngọc Hoa),
- Tống Trân et Cúc Hoa (en) (vers 1780-1800, épopée, Le récit de Tống Trân et Cúc Hoa),
- Phan Trần (en) (épopée, Histoire des familles Phan et Trần),
- Lục súc tranh công (en) (vers 1780-1820, La querelle des six bêtes),
- Hoa tiên (en), poème de Nguyễn Huy Tự (1743-1790), aménagé par Nguyễn Thiện (1763-1818),
- Quốc âm thi tập (en) (Examen national du son, collection de poésie vietnamienne ancienne adaptée en chu nom),

- Nhị độ mai (en) (vers 1820-1840, Le prunier fleurit deux fois)
- Nguyễn Đình Chiểu (en) (1822-1888), poète, aveugle, Lục Vân Tiên (en) (écrit dans les années 1850, publié en 1889, traduit en français en 1899 : Histoire de Luc Van Tien),
- Nguyễn Thị Bích (en) (1830-1909), poète, Hạnh Thục ca (en) (1885, Chant du voyage à Thục)...

### Interventions occidentales: Indochine française (1887-1954)
- Indochine française
- Littérature francophone d'Indochine française (ébauche)
- Indochine française, Roman colonial
- Littérature francophone de l'Indochine française

Quelques personnalités :
- Phan Bội Châu (1867-1940), indépendantiste, monarchiste puis républicain, Lettres des Ryukus écrites avec des larmes de sang, Histoire de la perte du Viêt Nam (en) (1905, en chinois classique),
- Trần Trọng Kim (1883-1953), Việt Nam sử lược (en) (1920, Brève histoire du Vietnam), Nho giáo (1929-1933, Confucianisme),
- Nguyễn Tường Tam (1906-1963, Nhất Linh), écrivain, journaliste, dessinateur, nouvelliste, romancier, Nho Phong (1924),
- Đồ Phồn (vi) (1911-1990),
- Vũ Trọng Phụng (1912-1939), journaliste, nouvelliste, romancier, activiste, Le Fabuleux Destin de Xuan le Rouquin, Profession? : Épouse d'Occidentaux !, Chống nạng lên đường (Partir avec des béquilles, nouvelle, 1930), Giông Tố (La Tempête, 1936), Chance stupide (en) (Số đỏ, 1936), Làm Đĩ, prostituée (1936, roman), Lục Xì: prostitution et maladies vénériennes à Hanoï colonisée (1937, reportage),
- Hàn Mặc Tử (1912-1940), poète,
- Bùi Hiển (vi) (1919-2009),
- Tô Hoài (en) (1920-2014),
- Nguyễn Văn Bổng (vi) (1921-2001),
- Hoàng Cầm (en) (1922-2010)...

Une grande partie de l'activité intellectuelle et littéraire vietnamienne durant la période coloniale est de lutter contre les abus du colonialisme et de préparer l'indépendance, en partie par la presse, la poésie, les essais, accessoirement le roman et le théâtre.

### Đổi mới (Renouveau), depuis 1986
- Đổi mới

## Généralités
- Chinois littéraire au Viêt Nam (en)
- Histoire de l'écriture au Viêt Nam (en) : Caractères chinois, Chữ Nôm, Chữ quốc ngữ
- Poésie vietnamienne (en)
- Théâtre vietnamien (en)

## XIXesiècle
- Nguyễn Du (1766-1820), poète
- Hồ Xuân Hương (1772-1822), poétesse
- Nguyễn Công Trứ (1778-1858), poète
- Bà Huyện Thanh Quan (1805-1848), poétesse
- Nguyễn Thị Bích (1830-1909), poétesse
- Trần Tế Xương (1870-1907), poète

## XXesiècle
La première liste concerne uniquement des poètes, par ordre alphabétique :
- Anh Thơ (1921-2005) poète
- Chế Lan Viên (1920-1980), poète
- Nguyễn Khoa Điềm (1943-), poète
- Nguyen Do (1959-), poète
- Đông Hồ (poète) (1906-1969),
- Hải Triều (1908-1954), poète
- Thanh Hải (1930-1980), journaliste, critique, théoricien et poète
- Hàn Mặc Tử (1912-1940), poète
- Hô Chi Minh (1890-1969), ou Ho Chi Minh, homme politique et poète
- Hoàng Cầm (1922-2010), ou Bùi Tằng Việt, poète et dramaturge
- Hữu Loan (1916-2010), poète, et auteur d'une épopée autobiographique sur la guerre
- Cù Huy Cận, ou Huy Cận (1919-2005), poète et homme politique,
- Lâm Thị Mỹ Dạ (1949-), poète
- Lê Anh Xuân (1940-1968), poète
- Lê Đạt (1929-2008), poète
- Lê Xuân Nhuận (1930-), écrivain et poète
- Lưu Trọng Lư (1912-1991), poète
- Lưu Quang Vũ (1948-1988), dramaturge et pète
- Nguyễn Đức Mậu (1948-), poète
- Mộng Tuyết (1914-2017), poète
- Nguyễn Bính (1918-1966), poète
- Nguyễn Chí Thiện (1939-2012, USA), activiste et poète
- Nguyễn Quốc Chánh (1958-), poète
- Nhã Ca (1939-), poète et romancière
- Phan Nhiên Hạo (1959-), poète et traducteur
- Phan Khôi (1887-1959), intellectuel
- Mai Văn Phấn (1955-), poète
- Phùng Quán (1932-1955), romancier et poète
- Quang Dũng (1921-1988), poète
- Tạ Tỵ (1922-2004), poète et peintre
- Tản Đà (1889-1939), poète
- Thanh Thảo (1946-), poète et journaliste
- Phạm Huy Thông (1916-1988)
- Thụy An (1916-1989), poète
- Tố Hữu (1920-2002), poète
- Trần Dần (1926-1997), poète et romancier
- Trần Vàng Sao (1942-), poète
- Trịnh Bửu Hoài (1952-), poète
- Vân Đài (1903-1964), poète
- Xuân Diệu (1916-1985), poète
- Xuân Quỳnh (1942-1988), poétesse
- Đinh Xuân Tửu (1925-1996)
- Ý Nhi (1944-), poète

Mais aussi
- Thế Lữ (en) (1907-1989), poète, traducteur
- Vũ Trọng Phụng (1912-1939), journaliste et écrivain
- Hoang Van Chi (1913-), intellectuel
- Huỳnh Thị Bảo Hòa (1896-1982), romancière et journaliste,
- Thích Thanh Từ (en) (1924-), moine bouddhiste zen
- Thích Nhất Hạnh (1926-), moine bouddhiste, pacifiste
- Huỳnh Sanh Thông (en) (1926-2008), universitaire, traducteur
- Zheng Wenguang (1929-2003), science-fiction
- Xuân Hạo Cao (1930-2007), linguiste, traducteur
- Nguyễn Tiến Hưng (1935-), économiste
- Vo Van Ai (en) (1938-, Paris)
- Ý Nhi (en) (1944-), poétesse, traductrice
- Lam Quang My (1944-, Pologne), ou Lâm Quang Mỹ
- Trinh T. Minh Ha (1952-), réalisatrice et théoriste

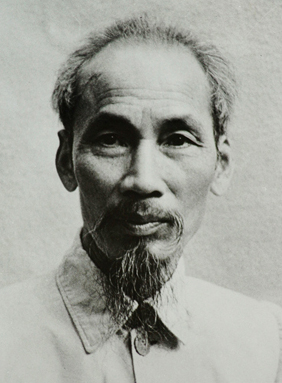
Hô Chi Minh
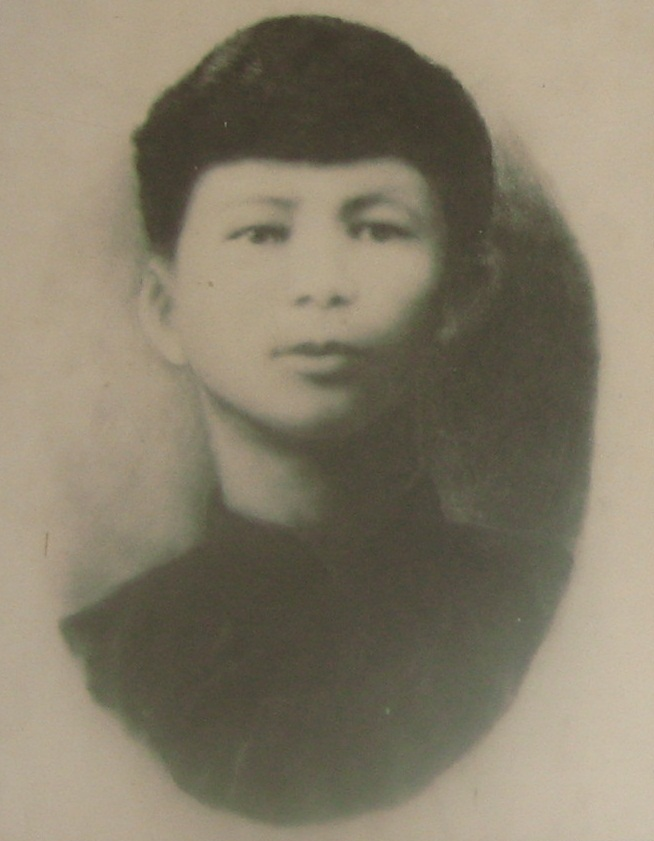
Hàn Mặc Tử
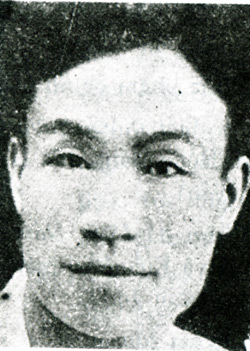
Vũ Trọng Phụng
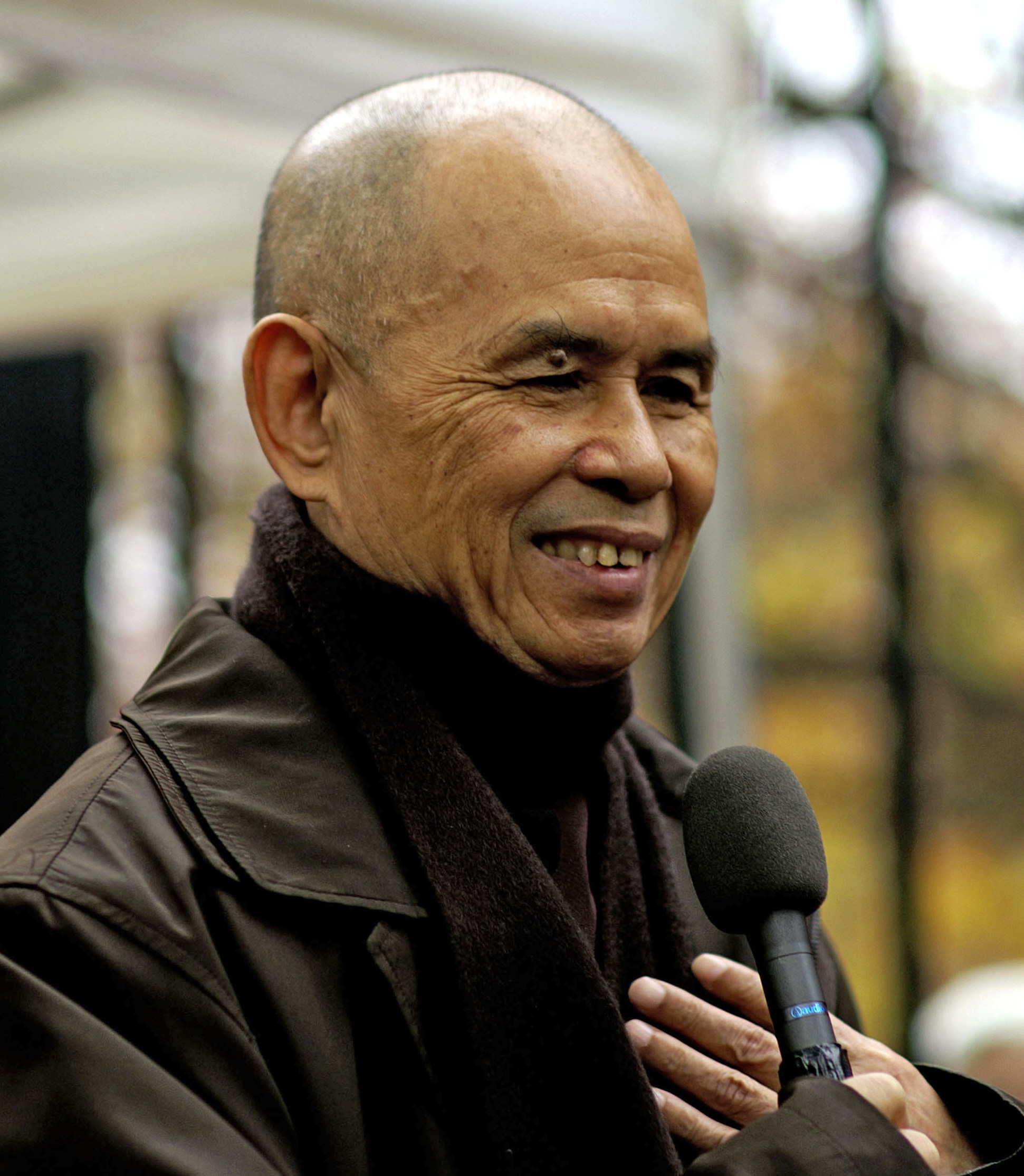
Thích Nhất Hạnh
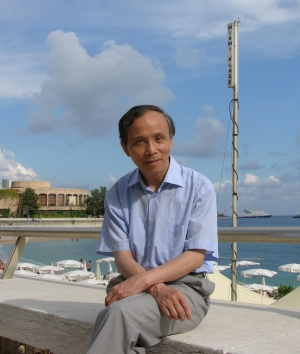
Lam Quang My
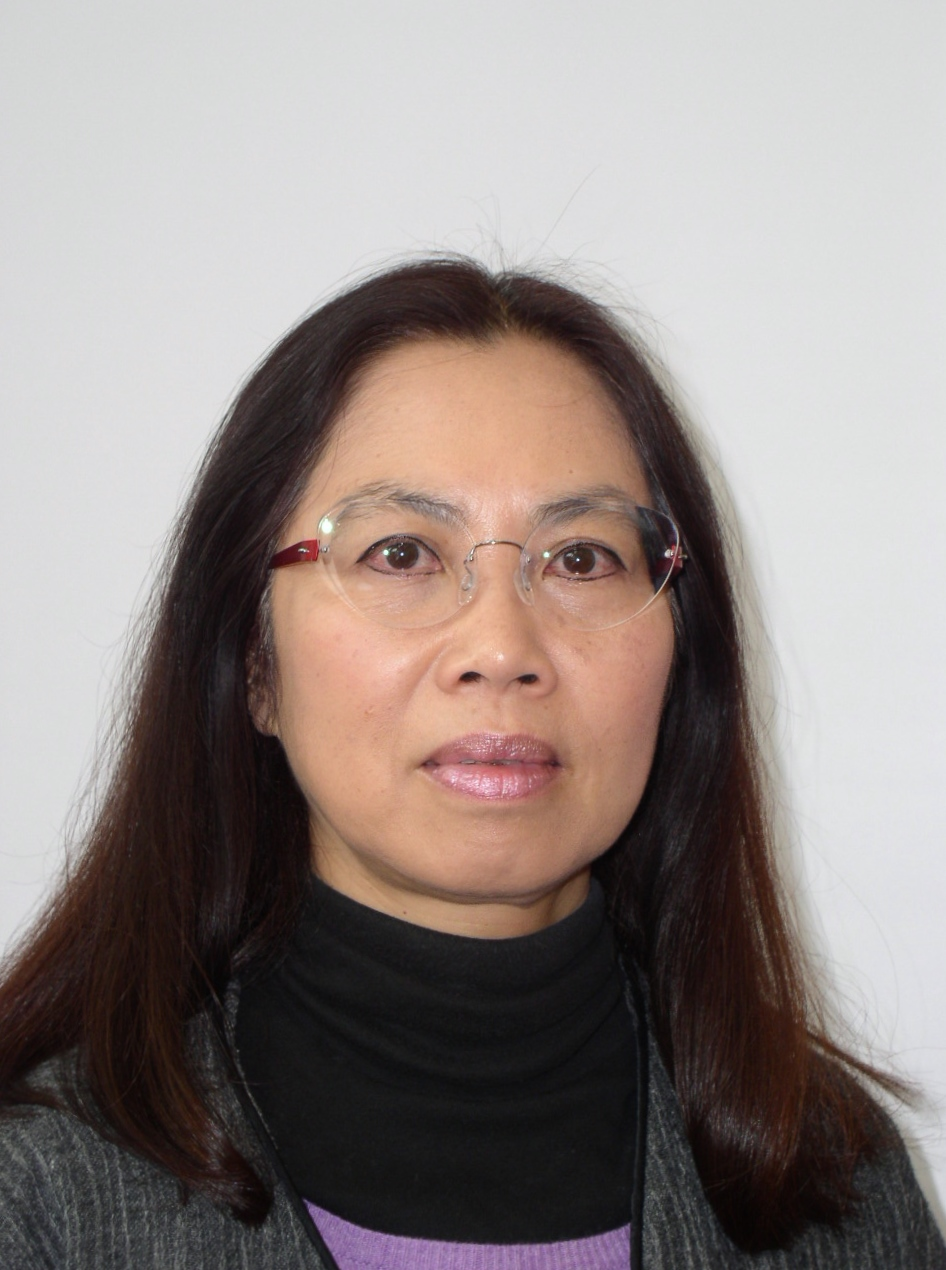
Trinh T. Minh Ha

## XXIesiècle
- Vo Van Ai (en) (1938-, Paris)
- Ý Nhi (en) (1944-), poétesse, traductrice
- Lam Quang My (1944-, Pologne), ou Lâm Quang Mỹ
- Trịnh Bửu Hoài (1952-)
- Hoàng Quang ThuậnHoàng (1953-)
- Nguyễn Quốc Chánh (1958-)
- Phạm Xuân Nguyên (en) (1958-), auteur,
- Nguyen Do (en) (1960-), poétesse, traductrice, éditrice
- Phạm Thị Hoài (1960-), poétesse, traductrice
- Ngô Tự Lập (en) (1962-), poète, traducteur, parolier, essayiste
- Đặng Thân (en) (1964-), essayiste, poète, narrateur
- Hoa Nguyen (en) (1967-), poétesse américaine
- Thích Nhật Từ (en) (1969-), bouddhiste, philosophe, poète, traducteur
- Phạm Đoan Trang (1978-), journaliste, blogueuse (Journal de la loi), cofondatrice des Éditions Nha xuat ban Tu Do (maison d'édition libérale)

## Œuvres
- Linh Nam chich quai (Recueil des êtres extraordinaires de Linh Nam), attribué à Trân Thê Phap (1428-1493)
- Diverses sélections parmi les ouvrages vietnamiens traduits en français sont disponibles[1]
- Le roman vietnamien francophone, PUM, article : Nguyen Manh Tuong (1903-1997), Cung Giu Nguyen (1909-2008), Pham Van Ky (1910-1992), Tran Van Tung (1915-)[2], Linda Lê (1963-), Minh Tran Huy (1979-)[3]
- Cam Thi Doan, Une nouvelle ère du roman ? Regard sur la création romanesque dans le Vietnam contemporain

## Journaux et périodiques
- Lục Tỉnh Tân Văn (vi) (Hanoï, 1907-, Le Moniteur des provinces)
- Dong Duong Tap Chi (en) (Hanoï, 1913-1919, Journal de l'Indochine)
- Đông Pháp Thời Báo (en) (Saïgon, 1923-1928), de Diệp Văn Kỳ (vi)
- La Lutte (journal, Saïgon) (en) (1933-1939), avec Nguyễn An Ninh
- Liste de journaux au Vietnam (en)

Il a existé d'assez nombreuses revues (anciennes).

## Auteurs
- Liste chronologique d'écrivains vietnamiens

### Romanciers et nouvellistes vietnamiens

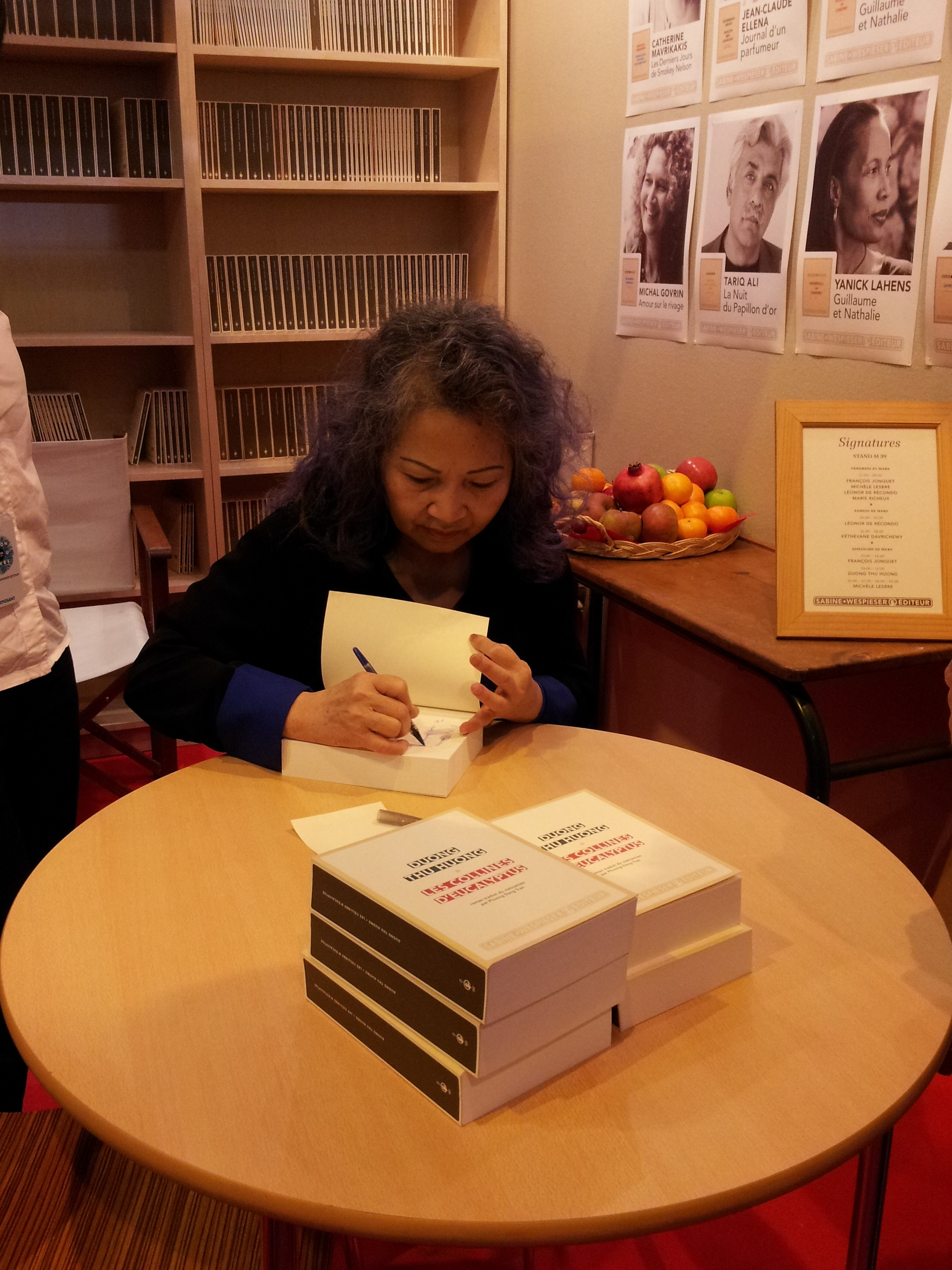
Dương Thu Hương (2014)

- Bảo Ninh
- Bùi Ngọc Tấn
- Cung Giũ Nguyên
- Đỗ Phước Tiến
- Dương Hương
- Dương Thu Hương
- Hồ Anh Thái
- Nguyễn Du
- Nguyễn Huy Thiệp
- Nguyễn Khắc Trường
- Nguyễn Quang Thân
- Nguyễn Quang Thiều
- Ngô Văn
- Phạm Thị Hoài
- Phan Thị Vàng Anh
- Vân Mai
- Vũ Bão
- Vũ Trọng Phụng

### Dramaturges vietnamiens
- Hoàng Cầm
- Hoàng Châu Ký
- Lưu Quang Vũ
- Nam Xương
- Nguyễn Huy Tưởng
- Học Phi
- Vi Huyền Đắc
- Vũ Đình Long

Lauréats du prix Ho Chi Minh en Théâtre :
- Học Phi (Chu Văn Tập)
- Trần Hữu Trang
- Tống Phước Phổ
- Đào Hồng Cẩm (Cao Mạnh Tùng)
- Tào Mạt (Nguyễn Duy Thục)
- Thế Lữ
- Lộng Chương
- Lưu Quang Vũ
- Nguyễn Đình Nghi
- Dương Ngọc Đức
- Sỹ Tiến
- Nguyễn Đình Quang

Autres :
- Écrivains vietnamiens francophones

## Institutions
- Alliance des associations d'art et de littérature du VietNam (en)
- Association des écrivains du VietNam (en) (Hội Nhà văn Việt Nam)
- Traductions de la Bible en vietnamien (en)
- Prix Hô Chi Minh (Giải thưởng Hồ Chí Minh)
- Prix des écrivains de l'Asie du Sud-Est (SEA, lauréats sur la version anglophone)
- Prix littéraire de l'Asie (de l'Association des écrivains de langue française)